# Hoa hậu Quốc tế 1989
Hoa hậu Quốc tế 1989 là cuộc thi Hoa hậu Quốc tế lần thứ 29, được tổ chức vào ngày 17 tháng 9 năm 1989 tại Kanazawa Kagekiza, Kanazawa, Nhật Bản. 47 thí sinh tham gia cuộc thi năm nay. Trong đêm chung kết, Hoa hậu Quốc tế 1988 Catherine Alexandra Gude đến từ Na Uy đã trao lại vương miện cho người kế nhiệm, cô Iris Klein đến từ Đức.

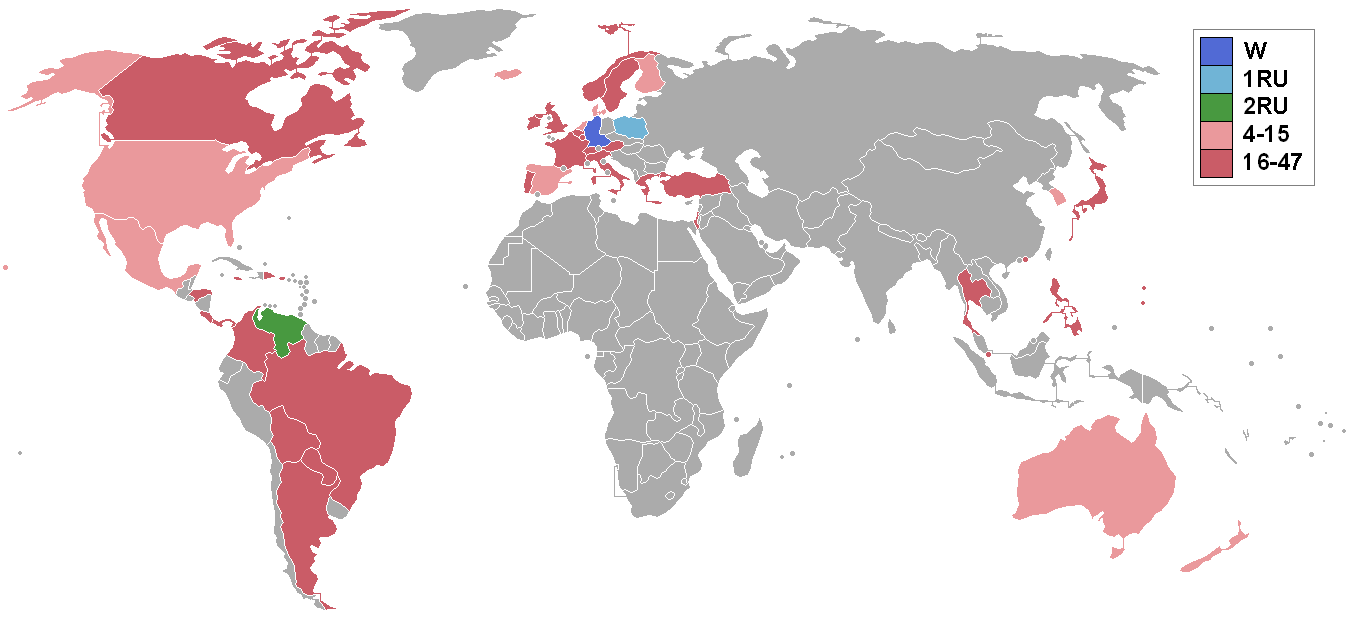
Các quốc gia và vùng lãnh thổ tham gia Hoa hậu Quốc tế 1989 và kết quả.

## Xếp hạng

### Thứ hạng
| Kết quả              | Thí sinh |
| -------------------- | --- |
| Hoa hậu Quốc tế 1989 | - Đức – Iris Klein |
| Á hậu 1              | - Ba Lan – Aneta Kręglicka |
| Á hậu 2              | - Venezuela – Carolina Omaña Trujillo |
| Top 15               | - Úc – Jodie Martel - Anh Quốc – Victoria Susannah Lace - Đan Mạch – Maria Josephine Hirse - Phần Lan – Minna Kaarina Kittilä - Hawaii – Sherri Teixeira - Hà Lan – Gyslain Mydwelk - Iceland – Gudrun Eyjolfsdóttir - Hàn Quốc – Kim Hee-jung - Mexico – Erika Salum Escalante - New Zealand – Rochelle Boyle - Tây Ban Nha – Mercedes Martín Mier - Hoa Kỳ – Deborah Lee Husti |

## Các giải thưởng đặc biệt
| Giải thưởng                 | Thí sinh                                     |
| --------------------------- | -------------------------------------------- |
| Hoa hậu Ảnh                 | - Hawaii - Sherri Teixeira                   |
| Hoa hậu Thân thiện          | - Philippines - Lilia Eloisa Marfori Andanar |
| Trang phục dân tộc đẹp nhất | - Hàn Quốc - Kim Hee-jung                    |

## Thí sinh
| - Argentina - Marcela Laura Bonesi - Úc - Jodie Martel - Áo - Bettina Berghold - Bỉ - Violetta Blazejczak - Bolivia - Katerine Rivera Vaca - Brazil - Ana Paula Ottani - Anh Quốc - Victoria Susannah Lace - Canada - Linda Marie Farrell - Colombia - Clelia Alexandra Ablanque Moreno - Costa Rica - Maria Antonieta Sáenz Vargas - Đan Mạch - Maria Josephine Hirse - Cộng hòa Dominica - Elbanira Morales de la Rosa - Phần Lan - Minna Kaarina Kittilä - Pháp - Dorothée Lambert - Đức - Iris Klein - Hy Lạp - Emmanouela Evdoridou - Guam - Janiece Annette Santos - Hawaii - Sherri Joan Teixeira - Hà Lan - Ghislaine Niewold - Honduras - Cynthia Zavala - Hồng Kông - Châu Khiết Nghi - Iceland - Gudrun Eyjolfsdóttir - Ireland - Louise Rose Kelley - Israel - Limor Fishel | - Ý - Barbara Tarcci - Jamaica - Loceilia Stephenson - Nhật Bản - Tamae Ogura - Hàn Quốc - Kim Hee-jung - Luxembourg - Nicole Schalz - Mexico - Erika Salum Escalante - New Zealand - Rochelle Boyle - Quần đảo Bắc Mariana - Teresa Wamar - Na Uy - Heide Olsen - Panama - Jenia Mayela Nenzen - Paraguay - Alba Maria Cordero Rivals - Philippines - Lilia Eloisa Marfori Andanar - Ba Lan - Aneta Kręglicka - Bồ Đào Nha - Helena Cristina da Silva Teixeira - Puerto Rico - Michele Cotto - Singapore - Pamela Kurt Ha Chee - Tây Ban Nha - Mercedes Martín Mier - Thụy Điển - Isabelle Soelmann - Thụy Sĩ - Françoise Bezzola - Thái Lan - Mayuree Chaiyo - Thổ Nhĩ Kỳ - Esra Acar - Hoa Kỳ - Deborah Lee Husti - Venezuela - Beatriz Carolina Omaña Trujillo |

## Chú ý

### Trở lại
| - Lần cuối tham gia vào năm 1963: - Paraguay - Lần cuối tham gia vào năm 1971: - Cộng hòa Dominica - Lần cuối tham gia vào năm 1982: - Hawaii | - Lần cuối tham gia vào năm 1987: - Áo - Ba Lan |

### Bỏ cuộc
| - Ấn Độ - Perú | - Uruguay - Nam Tư |